# 阿部勉 (民族主義者)
阿部 勉（あべ つとむ、1946年（昭和21年）8月30日 - 1999年（平成11年）10月11日 ）は、日本の政治活動家。民族主義者。三島由紀夫が結成した「楯の会」の1期生で第5班（のち10班の憲法研究班）班長。一水会結成参加メンバー。古本店「閑人舎」代表。

## 経歴
1946年（昭和21年）8月30日、秋田県仙北郡雲沢村字雲然（現・仙北市角館町）で父・羹栄と母・俊子の次男として誕生。雲沢村役場に勤めていた父・羹栄は勉がまだ俊子の腹の中にいる時に病死。小学校教諭の母は当初「彊」と名付けようとしたが、役所から当用漢字にもなく誰も読めないから同じ意味の「勉」にしたら、と勧められて「勉」となった。秋田県立角館高等学校を経て、1965年（昭和40年）4月、早稲田大学法学部に入学。 
この年の暮頃から早大紛争が激化し、学園内で全学連・全共闘と機動隊の攻防が常態化する中、紛争収拾・学園正常化に向け、1966年（昭和41年）2月22日に「早稲田大学学生有志会議」（有志会）が結成され、「早稲田大学学生連盟」（早学連）に発展していった。そして、この運動を全国の大学に拡大して行こうという機運の元、同年11月14日に保守・民族派系の学生組織「日本学生同盟」（日学同）が結成された。日学同結成のメンバーには、矢野潤、宮崎正弘、斉藤英俊、森田必勝、持丸博、山本之聞、伊藤好雄、大石晃嗣、宮沢徹甫などがいた。この日学同から誕生した「早大国防部」に阿部勉は入会し、早稲田町の日学同本部事務所に住みついた。
そして「早大国防部」のメンバーとして森田らと共に三島由紀夫の引率する北海道の自衛隊北恵庭駐屯地での体験入隊を行なった（詳細は、楯の会、森田必勝を参照）。その後、日学同を除籍後、三島由紀夫の祖国防衛隊（楯の会の前身）第一期のメンバーとなった阿部は、三島や持丸博らと「論争ジャーナル」事務所で血盟状をかわした。その時、左手の小指から流した血の傷跡は生涯消えることはなかった。1968年（昭和43年）9月には早大の仲間らと共に「尚史会」を結成し、楯の会の中枢を担った。
1970年（昭和45年）6月に、当時サンケイ新聞で働いていた元早大の鈴木邦男と渋谷でばったり再会し、鈴木が一時的に阿部のアパートに居候していたこともあった。その後、11月25日の三島事件によって楯の会解散の後、1971年（昭和46年）の春に新宿のいきつけのバーでフリーライター（日本映画評などの）毛塚安江と知り合い、その後、妊娠5か月の安江と1973年（昭和48年）に正式に結婚した。
三島事件後、鈴木邦男、犬塚博英、伊藤邦典、田原康邦らと月1回集まっていたことから、1972年（昭和47年）には「一水会」（毎月第1水曜日に例会を持とうという意味で）を結成した（代表世話人は鈴木）。阿部は楯の会時代から、同じ「尚史会」メンバーの篠原裕や金子弘道に誘われ橘孝三郎主宰の水戸の「愛郷塾」に通っていた。阿部は三島事件後、1972年（昭和47年）11月24日に一水会による慰霊祭を行い、それが翌年から阿部の命名した「野分祭」となっていった。阿部は三島事件に加われなかったことを残念がっていたという。
また阿部は、橘の志を継ぐ研究誌『土とま心』の編集長を務め、1980年（昭和55年）の7号には、「楯の会事件十周年記念号」を企画した。なお、阿部の運動上の、そして個人的な後輩には、日本学生会議の編集局長で、青年民族派である牛嶋徳太朗がいた。
ポルノ俳優前野光保による児玉誉士夫邸セスナ機特攻事件に際しては「追悼 前野光保君」を一水会機関誌『レコンキスタ』第8号（1976年4月1日号）に書き、「たかがポルノ俳優が右翼の真似をしやがってというなら、逆に右翼がポルノ俳優の真似をしてやろう」との理由で東活ポルノ映画『異常性変態』（監督・野上正義）に主演した。妻・毛塚安江との間に3人の子供（孝人、葉、新）をもうけていたが、まだ孝人が10歳の時の1983年（昭和58年）に離婚が成立。その後、前年から知り合っていた千鶴子という女性と6年間ほど同棲した。
1992年（平成4年）、「風の会」の野村秋介から、参院選出馬に際しては立候補を要請されたが、これを固辞し東京選対本部で裏方として活動。翌年の野村の自殺後、追悼祭を「群青忌」と命名したのは阿部だった。
1995年（平成7年）12月9日に結党された維新政党・新風の初代本部党紀委員長を務めた。1996年（平成8年）8月に友人と共同で高田馬場に古書店「閑人舎」、ギャラリー「ケルビーム」を開設した。1999年（平成11年）4月、インターネット右翼団体「鐵扇會」創立に際し後見人となる。同年10月11日に、膵臓癌のため、慶應義塾大学病院で死去。戒名は「泰然院勉嶽道居士」。葬儀・告別式は15日に渋谷の代々幡斎場で行われ、喪主は長男の毛塚孝人が務めた。この長男「孝人（たかんど）」の名前は、阿部が親炙していた橘孝三郎に付けてもらった名前である。辞世の歌は以下のものであった。
われ死なば　火にはくぶるな　栄川の　二級に浸して　土に埋づめよ
墓は故郷の秋田県の仙北市角館にある。